# STS-32
STS-32 byla devátá mise raketoplánu Columbia. Celkem se jednalo o 33. misi raketoplánu do vesmíru.Cílem mise bylo vypuštění komunikační družíce Syncom 4 F-5.

## Posádka
- Daniel C. Brandenstein (3) velitel
- James D. Wetherbee (1) pilot
- G. David Low (1) letový specialista
- Bonnie J. Dunbarová (2) letový specialista
- Marsha S. Ivinsová (1) letový specialista

V závorkách je uvedený dosavadní počet letů do vesmíru včetně této mise.